# Liquor Control Board of Ontario
 (mai 2021).
Si vous disposez d'ouvrages ou d'articles de référence ou si vous connaissez des sites web de qualité traitant du thème abordé ici, merci de compléter l'article en donnant les références utiles à sa vérifiabilité et en les liant à la section « Notes et références ».
La Régie des alcools de l'Ontario (en anglais Liquor Control Board of Ontario), presque toujours appelée LCBO, est une société de la Couronne ayant pour mandat de faire le commerce des boissons alcoolisées dans la province canadienne de l'Ontario.

## Description
La LCBO est un acheteur, un distributeur et un vendeur de boissons alcoolisées qui dessert l'Ontario exclusivement.

## Historique
Elle est créée en 1927 par le premier ministre ontarien Howard Ferguson (conservateur).
La fondation de la LCBO avait pour but la régulation de la consommation de boissons alcoolisées, en particulier chez les mineurs. Comme le mandat de la LCBO était de contrôler la vente d'alcool, les magasins étaient d'un décor très conservateur jusqu'à récemment.
En 2016, la LCBO lance son site internet de vente d'alcools au détail. En 2017, le gouvernement de l'Ontario prend le monopole sur la distribution de cannabis et crée une filiale de LCBO dédiée à cette activité. 
En 2019, la LCBO a remis un dividende de 2,58 milliards au gouvernement de l'Ontario,.
Dans les années 2020, le LCBO est une société de la couronne du gouvernement de l'Ontario. La société exploite des entrepôts, des magasins de vente au détail et un site web pour les commandes à distance. Ses produits sont aussi distribués dans des centaines de comptoirs autorisés (outlets). Elle vend ses produits à des milliers de magasins et des milliers de restaurants.
Sur fonds de guerre des tarifs avec les États-Unis, le premier ministre de l'Ontario, Doug Ford, annonce le 4 mars 2025 que LCBO cessera de distribuer les produits d'origine américaine à titre de représailles aux tarifs imposés par le gouvernement fédéral américain.